# Медковец
Медко̀вец е село в Северозападна България. То е административен център на община Медковец в рамките на област Монтана.

## История
Запазени сведения за земите в района на селото има от древни времена. Районът е богат на археологически паметници от 8 – 6 хиляди години преди новата ера. Тогава се слага началото на обществения живот в Медковското поле, в което са открити следи от няколко праисторически селища. В местността „Липена“, около 5 км западно от селото, са намерени следи от такова селище. Следи от първобитни обитатели са открити и в местността „Пчелиньете“ и в местността „Главния геран“.
Селото е основано не по-късно от първата половина на XVIII век. Името на селото е свързано с предание, че някога наоколо е имало хралупи с пчелен мед. Основен поминък на населението е било земеделието и свързаното с него скотовъдство. През 1860-те години Османската империя изпада в дълбока криза, която засяга и медковчани. Хората живеят много бедно в изключително тежки условия. За жилищата им известният унгарски пътешественик Феликс Каниц пише:
| „                                              | В малко променен вид аз видях тука въплатени образите на хората от бронзовия век. Жилищата им заровени до половината в земята... правеха впечатление на истински пещери“. И ето ме отново на Българската Дунавска тераса. Силно вълниста местност, тя криеше само в най-дълбоките порези сочна зеленина и аз се почувствах щастлив когато късно вечерта стигнахме в Медковец. | “ |
| „Дунавската България и Балканът“, Феликс Каниц | |   |

През 1850 година кнезът на Медковец Иван Кулин става един от ръководителите на голямото Видинско въстание. Медковчани участват в борбата за църковно-национална независимост. През 1859 година е построена църквата „Света Параскева“, обявена за национален паметник на културата. Иконостасът в нея е дело на дебърски майстори от рода Филипови.
През 1821 г. е открито първото килийно училище при местната уземна черква, след него е открито и първото общинско училище (1845), когато кнез е Иван Кулин.
В началото на 40-те години на XX век в селото е проведена комасация, като броят на земеделските имоти е намален от 7686 на 2721.

## Население
Броят на жителите на селото е с тенденция на намаляване.
| Население на с. Медковец между 1934 и 2012 година | Население на с. Медковец между 1934 и 2012 година | Население на с. Медковец между 1934 и 2012 година | Население на с. Медковец между 1934 и 2012 година | Население на с. Медковец между 1934 и 2012 година |
| ------------------------------------------------- | ------------------------------------------------- | ------------------------------------------------- | ------------------------------------------------- | ------------------------------------------------- |
| Година                                            |                                                   |                                                   | Население                                         |                                                   |
| 31.12.1934                                        | 31.12.1934                                        |                                                   | 4795                                              | 4795                                              |
| 31.12.1946                                        | 31.12.1946                                        |                                                   | 5024                                              | 5024                                              |
| 01.12.1956                                        | 01.12.1956                                        |                                                   | 5166                                              | 5166                                              |
| 01.12.1965                                        | 01.12.1965                                        |                                                   | 4588                                              | 4588                                              |
| 02.12.1975                                        | 02.12.1975                                        |                                                   | 4037                                              | 4037                                              |
| 04.12.1985                                        | 04.12.1985                                        |                                                   | 3353                                              | 3353                                              |
| 04.12.1992                                        | 04.12.1992                                        |                                                   | 2967                                              | 2967                                              |
| 31.12.1993                                        | 31.12.1993                                        |                                                   | 2891                                              | 2891                                              |
| 31.12.1994                                        | 31.12.1994                                        |                                                   | 2836                                              | 2836                                              |
| 31.12.1995                                        | 31.12.1995                                        |                                                   | 2761                                              | 2761                                              |
| 31.12.1996                                        | 31.12.1996                                        |                                                   | 2760                                              | 2760                                              |
| 31.12.1997                                        | 31.12.1997                                        |                                                   | 2687                                              | 2687                                              |
| 31.12.1998                                        | 31.12.1998                                        |                                                   | 2623                                              | 2623                                              |
| 31.12.1999                                        | 31.12.1999                                        |                                                   | 2604                                              | 2604                                              |
| 31.12.2000                                        | 31.12.2000                                        |                                                   | 2532                                              | 2532                                              |
| 01.03.2001                                        | 01.03.2001                                        |                                                   | 2464                                              | 2464                                              |
| 31.12.2001                                        | 31.12.2001                                        |                                                   | 2417                                              | 2417                                              |
| 31.12.2002                                        | 31.12.2002                                        |                                                   | 2342                                              | 2342                                              |
| 31.12.2003                                        | 31.12.2003                                        |                                                   | 2255                                              | 2255                                              |
| 31.12.2004                                        | 31.12.2004                                        |                                                   | 2168                                              | 2168                                              |
| 31.12.2005                                        | 31.12.2005                                        |                                                   | 2101                                              | 2101                                              |
| 31.12.2006                                        | 31.12.2006                                        |                                                   | 2032                                              | 2032                                              |
| 31.12.2007                                        | 31.12.2007                                        |                                                   | 1983                                              | 1983                                              |
| 31.12.2008                                        | 31.12.2008                                        |                                                   | 1940                                              | 1940                                              |
| 31.12.2009                                        | 31.12.2009                                        |                                                   | 1850                                              | 1850                                              |
| 31.12.2010                                        | 31.12.2010                                        |                                                   | 1801                                              | 1801                                              |
| 01.02.2011                                        | 01.02.2011                                        |                                                   | 1812                                              | 1812                                              |
| 31.12.2011                                        | 31.12.2011                                        |                                                   | 1773                                              | 1773                                              |
| 31.12.2012                                        | 31.12.2012                                        |                                                   | 1734                                              | 1734                                              |
| Източник: Национален Статистически Институт       |                                                   |                                                   |                                                   |                                                   |

### Етнически състав
| Етноси в с. Медковец (2023) | Етноси в с. Медковец (2023) | Етноси в с. Медковец (2023) | Етноси в с. Медковец (2023) | Етноси в с. Медковец (2023) |
| --------------------------- | --------------------------- | --------------------------- | --------------------------- | --------------------------- |
| Етническа група             |                             |                             | процент                     |                             |
| българи                     | българи                     |                             | 79.03%                      | 79.03%                      |
| цигани                      | цигани                      |                             | 20.69%                      | 20.69%                      |
| други и неопределени        | други и неопределени        |                             | 0.22%                       | 0.22%                       |

Етническа група от общо 1803 самоопределили се (към 2011 година):
- [[българи] (грешка)
- цигани: (грешка)
- неопределени: 4

## Политика
- 2003 – Венцислав Кудкудейски (БСП) печели на втори тур с 61% срещу Горан Бонов (НДСВ).
- 1999 – Венцислав Кудкудейски (БСП) печели на втори тур с 57% срещу Кирил Стоичков (СДС).
- 1995 – Венцислав Кудкудейски (Предизборна коалиция БСП, БЗНС Александър Стамболийски, ПК Екогласност) печели на първи тур със 71% срещу Иван Иванов (Народен съюз).

## Разни
В землището на селището е разположена една от основните радиолокаторни станции за обзор на въздушното пространство на Северозападна България – „СПН Медковец“. Преди е обслужвала базите в Каменец, Габровница и Доброславци, понастоящем – само тази в Граф Игнатиево.
На Медковец е наречена улица в квартал „Факултета“ в София (Карта).

## Родени в Медковец
- Иван Ангелов Кулин (1803 – 1870) – български войвода
- поп Андрей (1879 – 1923) – участник в Септемврийското въстание
- Анатолий Кръстев (р. 1963) – български бригаден генерал